# Hanne Løye
Hanne Løye (* 19. November 1932 in Randers) ist eine dänische Schauspielerin.

## Werdegang
Hanne Løye wurde in Randers geboren, wuchs aber ab 1944 in Tarm in Westjütland auf, wo ihr Vater Apotheker war. Dort schloss sie das Vestjysk Gymnasium ab und studierte anschließend Theaterwissenschaft an der Universität Kopenhagen. Von 1956 bis 1959 absolvierte sie ihre Schauspielausbildung an der Schauspielschule des Königlichen Theaters in Kopenhagen, wo sie am 2. September 1957 ihr Bühnendebüt gab. Danach war sie von 1959 bis 1964 am Odense Teater engagiert, anschließend kehrte sie nach Kopenhagen zurück und spielte unter anderem am ABC Teatret, am Folketeatret oder am Gladsaxe Teater.
In Film und Fernsehen war sie nur selten zu sehen. In fünf Filmen der Olsenbande trat sie als Nebendarstellerin auf, üblicherweise als gestresste Sekretärin. Ihre einzige Hauptrolle hatte sie 1971 in dem norwegischen Film Tre („Drei“). Insgesamt wirkte sie in über 30 Film-und-Fernsehproduktionen mit. Daneben wirkte sie auch in Hörspielen mit.
Von 1956 bis zu seinem Tod 1988 war Løye mit dem Bühnenregisseur Palle Skibelund verheiratet.

## Filmografie
- 1966: Tugend läuft Amok (Dyden går amok)
- 1966: Soyas Tagsten
- 1967: Vergiß nicht, deine Frau zu küssen (Elsk din næste)
- 1968: Die Olsenbande (Olsen-banden)
- 1968: Stormvarsel
- 1969: Damernes ven
- 1971: Tre
- 1972: Solens børn (Fernsehfilm)
- 1978: Die Olsenbande steigt aufs Dach (Olsen-banden går i krig)
- 1978–1981: Die Leute von Korsbaek (Matador) (Fernsehserie)
- 1979: En by i provinsen (Fernsehserie, Episodenrolle)
- 1979: Die Olsenbande ergibt sich nie (Olsen-banden overgiver sig aldrig)
- 1981: Die Olsenbande fliegt über die Planke (Olsen-bandens flugt over plankeværket)
- 1984: Privatdetektiv Anthonsen (Fernsehserie, Episodenrolle)
- 1989: Tekno Love
- 1993: Roser og persille (Tango for tre)
- 1997–1998: Strisser på Samsø (Fernsehserie)
- 1998: Der (wirklich) allerletzte Streich der Olsenbande (Olsen-bandens sidste stik)
- 2004: Forsvar (Fernsehserie)
- 2004–2006: Krøniken (Fernsehserie, 2 Episoden)